# Catagnana
Catagnana è una località della frazione montana Sommocolonia del comune di Barga in provincia di Lucca posta lungo la strada che da Barga conduce a Castelvecchio Pascoli e a Sommocolonia. Dalla località trae il nome un'altra contrada della città di Barga: Ponte di Catagnana.

## Storia
Anticamente il piccolo paese era conosciuto come "Vico di Catagnana", scritto anche Catignana o Catugnano. La prima traccia storica del Canonico Magri (1881) riporta la frase che esso consisteva in un gruppo di "cinque o sei case".
A Catagnana sono almeno tre le chiese dedicate a San Regolo, il patrono: l'ultima fu benedetta il 1º settembre 1864.
Un modo di dire locale, riferito a chi è solito abusare di bevande alcoliche e cibo, per esortarlo alla moderazione (la regola), così afferma: "Omo, tra Sommo e Barga c'è Catagnana con San Regolo: passaci a far visita".
La piccola piazza dietro la chiesa, è stata inaugurata il 25 luglio 2004.